# جيمبي دراكر
جيمبي دراكر (بالفرنسية: Jempy Drucker)‏ (و. 1986  م) هو cyclo-cross cyclist ‏، ودراج لوكسمبورغي، شارك في طواف إسبانيا.

## سجل الفوز

### سباقات أو مراحل فاز بها
| التاريخ        | السباق                                       | المركز                      |
| -------------- | -------------------------------------------- | --------------------------- |
| 17 أغسطس 2010  | غروت بريجس ستاد زوتيجم 2010                  |                             |
| 21 أغسطس 2012  | غروت بريجس ستاد زوتيجم 2012                  |                             |
| 26 أغسطس 2012  | شال سيلس 2012                                |                             |
| 23 فبراير 2013 | طواف نيوشبلاد 2013                           | المرتبة 13 في التصنيف العام |
| 02 يونيو 2013  | دلتا تور زيلاند 2013                         | الخامس في التصنيف العام     |
| 24 يوليو 2013  | طواف الوني 2013                              | السادس في التصنيف العام     |
| 22 سبتمبر 2013 | جراند بريكس دي إسبيرجوس 2013                 |                             |
| 01 مارس 2014   | طواف نيوشبلاد 2014                           | السادس في التصنيف العام     |
| 26 مارس 2014   | دفارز دور فلاندرز 2014                       | الرابع في التصنيف العام     |
| 08 يونيو 2014  | طواف لوكسمبورغ 2014                          | الثاني في التصنيف العام     |
| 09 أكتوبر 2014 | باريس بورج 2014                              | الخامس في التصنيف العام     |
| 02 أغسطس 2015  | رايد لندن 2015                               | الفائز في التصنيف العام     |
| 01 يونيو 2016  | طواف لوكسمبورغ 2016، مرحلة المقدمة           | الفائز في التصنيف العام     |
| 24 يونيو 2016  | بطولة لوكسمبورغ لسباق الدراجات ضد الزمن 2016 |                             |
| 21 يونيو 2017  | بطولة لوكسمبورغ لسباق الدراجات ضد الزمن 2017 | الفائز في التصنيف العام     |
| 19 يوليو 2017  | 2017 Grand Prix Pino Cerami                  |                             |
| 20 يونيو 2021  | سباق الطريق للرجال في بطولة لوكسمبورغ 2021   |                             |

## روابط خارجية
- جيمبي دراكر على موقع الاتحاد الدولي للدراجات (الإنجليزية)
- جيمبي دراكر على موقع أرشيف الدراجات (الإنجليزية)
- جيمبي دراكر على موقع إحصائيات الدراجات الإحترافية (الإنجليزية)
- جيمبي دراكر على موقع نسبة الدراجات (الإنجليزية)
- جيمبي دراكر على موقع CycleBase (الإنجليزية)